# Port lotniczy Nyaung U
Port lotniczy Nyaung U – port lotniczy położony w Nyaung U, w Mjanmie. Obsługuje ruch turystyczny do kompleksu archeologicznego Pagan.